# Коммунист Вооружённых Сил
«Коммунист Вооружённых Сил» — военно-политический журнал Главного политического управления Советской Армии и Военно-Морского Флота. Издавался под этим названием в 1960—1991 годы. Выходил два раза в месяц.
Издание служило пропагандистским целям в духе марксизма-ленинизма, в воспитании офицеров, солдат и моряков советскими патриотами и интернационалистами. Также в журнале давались разъяснения решений коммунистической партии на съездах и пленумах.
На его страницах печатались политические деятели: М. И. Калинин, Е. М. Ярославский, Д. З. Мануильский, военачальники: А. А. Гречко, К. Е. Ворошилов, А. М. Василевский, писатели: Демьян Бедный, И. Г. Эренбург и другие.

## История издания
В феврале 1920 года появился журнал под названием «Политработник» как орган Реввоенсовета РСФСР, издававшийся до сентября 1924 года. С 1924 по 1926 год журнал под названием «Спутник политработника» выходил еженедельно. После слияния с журналами «Выстрел» и «Красная Армия и школа», получил название «Военный вестник», под которым издавался до 1933 года.
В 1930—1940-е годы журнал не раз менял названия: «Пропагандист РККА» (1933—1936), «Пропагандист и агитатор РККА» (1936—1940), «Пропагандист Красной Армии» (1941—1942), «Агитатор и пропагандист Красной Армии» (1942—1946), «Пропагандист и агитатор Красной Армии» (1946—1947), «Пропагандист и агитатор» (1947—1960).
В 1960 году произошло новое слияние — с журналами «Пропагандист и агитатор» и «Партийно-политическая работа в Советской Армии и Военно-Морском Флоте» (издавался с 1957 года), после чего журнал получил название «Коммунист Вооружённых Сил».
Главным редактором журнала на рубеже 1980—1990-х годов был генерал-майор Н. А. Кошелев. В 1991 году издание было переименовано в «Армия», которое издавалось до 1994 года.

## Награды
- Орден Красной Звезды (28.02.1968)[2][5].
- Почётная грамота Президиума Верховного Совета РСФСР (1980)[6].